# À ton chat à ton chien
Pour plus de détails, voir Fiche technique et Distribution.
À ton chat à ton chien (Switchin' Kitten) est le 115e court métrage d'animation de la série américaine Tom et Jerry réalisé par Gene Deitch et sorti le 7 septembre 1961.